# Herbert River (Georgina River)
Der Herbert River ist ein Fluss im Osten des australischen Territoriums Northern Territory. Er führt nicht ganzjährig Wasser.

## Geografie

### Flusslauf
Der Fluss entsteht im Barkly Tableland durch den Zusammenfluss des Mikado Creek und des Middle Branch. Er fließt nach Süden und dann nach Südosten bis zur Grenze nach Queensland. Dort geht er in den Georgina River über.

### Nebenflüsse mit Mündungshöhen
- Mikado Creek – 247 m
- Middle Branch – 247 m
- Loves Hole Creek – 243 m
- McKay Creek – 241 m[1]